# Ola Svensson
Ola Nils Håkan Svensson (Lund, Escânia em 23 de fevereiro de 1986), conhecido profissionalmente como Ola, é um cantor pop sueco e compositor. Ola já lançou três álbuns e 11 singles.  Oito destes lançamentos foram topo das paradas de singles e álbuns, e muitos chegaram à receber certificado de ouro e platina.
Em junho de 2010, Ola lançou sua própria gravadora, Oliniho Records, e durante 2011 sua companhia assinou vários contratos internacionais, incluindo nos Estados Unidos e na Inglaterra.
2012 começou com Ola promovendo sua primeira turnê promocional nos Estados Unidos para o lançamento de "All Over The World".  Lá ele também aproveitou para gravar o videoclipe de seu sigle "I'm In Love", o primeiro single de seu quarto álbum ainda a ser lançado. O single foi co-escrito por Ola e, entre outros, um dos compositores e produtores mais bem sucedidos do mundo, Shellback, que também já compôs para artistas como P!nk e Usher.
"I'm in Love" foi lançado em 7 de Maio de 2012 na Suécia.

## Começo
Por um longo período, futebol tomou parte em sua vida e, até alguns anos antes dele decidir focar em sua carreira musical, Ola estava vivendo como um jogador profissional da primeira divisão.

## Carreira musical

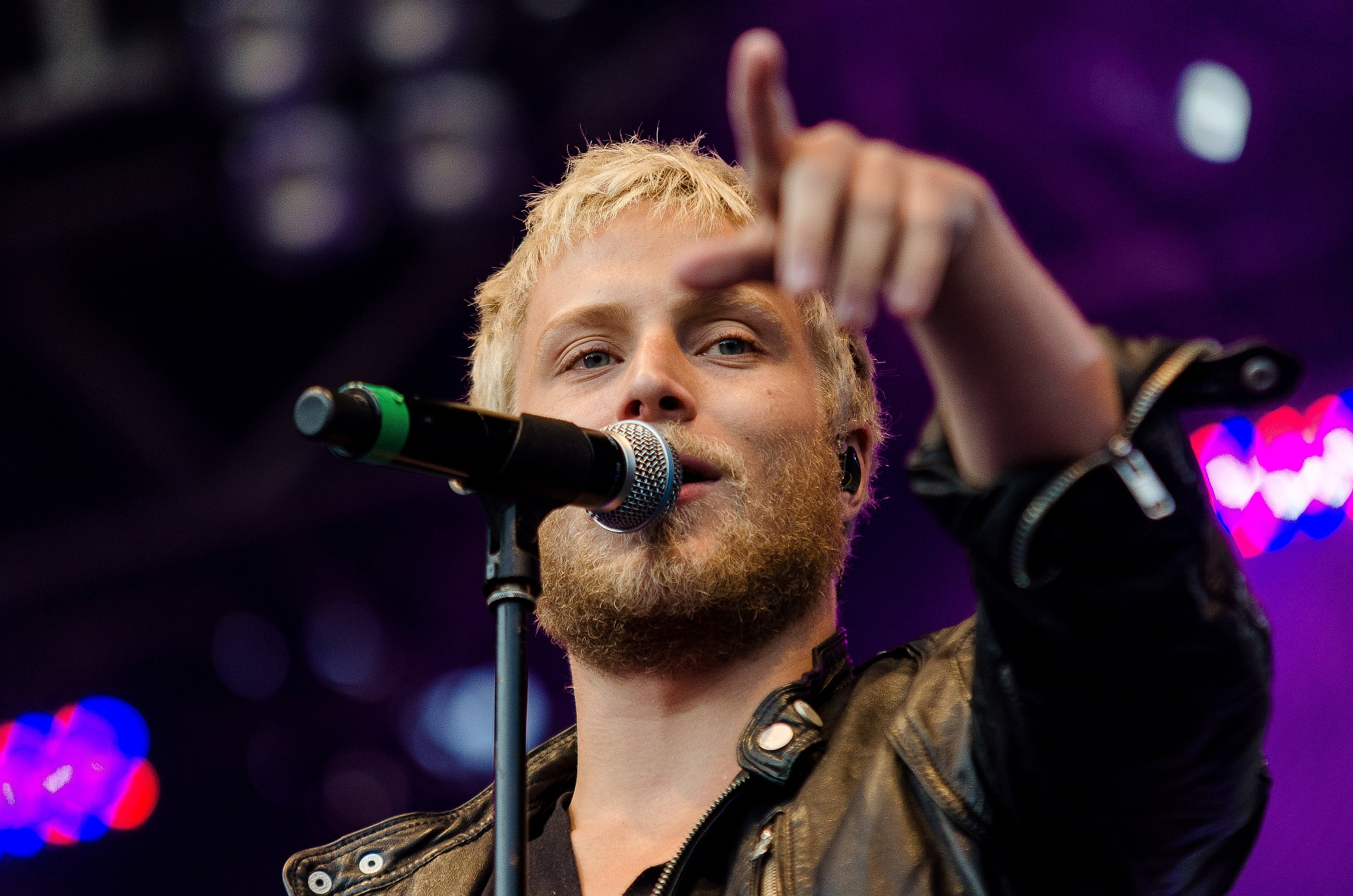
Ola Svensson

Ola começou participando do Swedish Idol 2005.  O contrato com uma gravadora foi logo assinado e seu primeiro álbum Given to Fly estreou direto na primeira posição das paradas suecas.
Em 2010, Ola colaborou com o artista inglês Labrinth na faixa "Let It Hit You", que faz parte de seu terceiro álbum. Nesta época, Ola decidiu mudar do estilo musical imposto pela gravadora sueca Universal. Ele saiu dela e continuou gravando seu terceiro álbum. Depois do lançamento independente deste, Ola lançou sua própria gravadora, Oliniho Records. A aventura se provou um sucesso quando seu auto-intitulado álbum Ola estreou direto no topo das paradas e foi um sucesso entre os críticos.
Desde o lançamento na Suécia, Ola viajou para assinar contratos na Inglaterra, Estados Unidos, Rússia, Espanha, África do Sul entre outros países.
Seu primeiro single inglês, "All Over The World", recebeu muita atenção, se tornando o video mais tocado na 4 Music e The Box e foi elogiado por Scott Mills na BBC Radio One. Nos Estados Unidos, estreou na Hot Dance Airplay Chart e Billboard Dance Chart.
Em Março de 2012, Ola fez sua primeira turnê promocional nos Estados Unidos, promovendo o single "All Over The World". Nesse tempo, ele também gravou o videoclipe para o single "I'm In Love" em Los Angeles.
Desde então ele tem feito shows em festivais e clubes em vários países.

## Televisão e rádio
Ola sempre esteve regularmente sendo entrevistado em programas de televisões e rádios na Suécia como Gomorron Sverige, Förkväll, Vakna! Med The Voice, Sommarkrysset, Faddergalan, Celebration of the National Day e programas diários como SVT1 e TV4, entre outros. Fora da Suécia, ele cantou no "Sopot Festival" e "Hity Na Czasie" na Polônia, em Agosto de 2009 com o single "S.O.S".

## Discografia

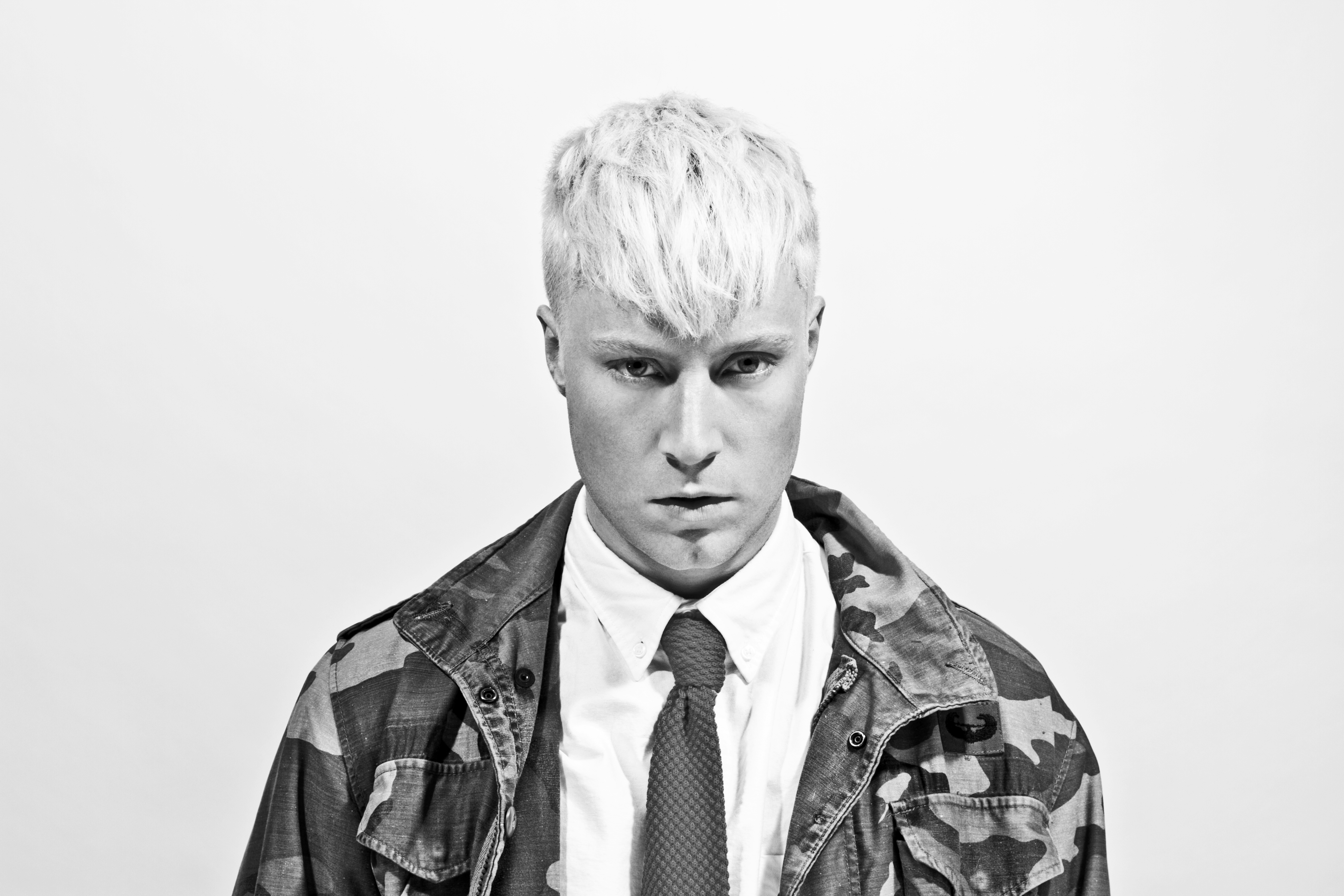
Ola (2011)

Ola lançou três álbuns de estúdio, Given to Fly, Good Enough e Ola.
Em Junho de 2010, Ola lançou um EP no iTunes sueco com o single "Overdrive", duas faixas do novo álbum "All Over The World" e "Still Remember", e um remix de seu single anterior, "Unstoppable".
O terceiro álbum Ola foi lançado em 15 de Setembro de 2010 na Suécia e foi o primeiro álbum lançado pela Oliniho Records.
Em Agosto de 2011, Ola lançou "All Over The World" na África do Sul através da David Gresham Records. Em Outubro de 2011, o álbum foi lançado nos Estados Unidos pela Ultra Records, na Inglaterra pela 3Beat e All Around The World. Em Abril de 2013, Ola lançou seu novo single, "I'm in love".